# Primrose (Alaska)
Primrose ist ein census-designated place (CDP) im Kenai Peninsula Borough in Alaska. Das U.S. Census Bureau ermittelte bei der Volkszählung 2020 eine Einwohnerzahl von 96.

## Geographie
Primrose liegt zentral auf der Kenai-Halbinsel. Das CDP-Gebiet reicht vom Lost Lake im Südwesten bis zum Ptarmigan Creek im Nordosten. Der Unterlauf des Snow River durchquert das Primrose CDP in nördlicher Richtung zum oberen Ende des Kenai Lake. Das CDP-Gebiet liegt am Ostufer des oberen Kenai Lake. Es grenzt im Norden an das Crown Point CDP, im Süden an das Bear Creek CDP. Der Seward Highway (Alaska Route 9) durchquert das census-designated place in Nord-Süd-Richtung. Am Kenai Lake befinden sich südlich der Mündung des Primrose Creek mehrere Wohnhäuser sowie ein Campingplatz des Chugach National Forest. Im äußersten Norden befand sich die frühere Siedlung Lawing. Heute sind noch Reste von Alaska Nellie’s Homestead vorhanden.

## Geschichte
Primrose wurde im Jahr 1990 ein census-designated place.

## Demografie
Zum Zeitpunkt der Volkszählung im Jahre 2020 (U.S. Census 2020) hatte Primrose 96 Einwohner auf einer Landfläche von 89,27 km². Von den Einwohnern waren 78 Weiße, 5 Indigene sowie 3 Asiaten. Beim Zensus im Jahr 2000 wurden 93 Einwohner gezählt, 2010 waren es 78.